# The Sound of Bread
The Sound of Bread je kompilační album americké soft rockové skupiny Bread, vydané v roce 1977.

## Seznam skladeb
1. "Make It With You"
2. "Dismal Day"
3. "London Bridge"
4. "Any Way You Want Me"
5. "Look What You've Done"
6. "It Don't Matter To Me"
7. "The Last Time"
8. "Let Your Love Go"
9. "Truckin'"
10. "If"
11. "Baby I'm A Want You"
12. "Everything I Own"
13. "Down On My Knees"
14. "Just Like Yesterday"
15. "Diary"
16. "Sweet Surrender"
17. "The Guitar Man"
18. "Fancy Dancer"
19. "She's The Only One"
20. "Lost Without Your Love"